# Gheorghe Ciuhandu
Gheorghe Coriolan Ciuhandu (n. 15 iunie 1947, Timișoara, România) este un politician român, fost președintele al Partidului Național Țărănesc Creștin și Democrat (PNȚCD). Gheorghe Ciuhandu a fost primar al Timișoarei în perioada 1996-2012. La alegerile prezidențiale din 2004 a fost candidatul PNȚCD și s-a clasat pe locul al cincilea, întrunind 1,90% din preferințe.

## Studii
În anul 1965 a absolvit Liceul Nikolaus Lenau din Timișoara, cu predare în limba germană. În 1970 a absolvit Institutul Politehnic din Timișoara. Din 1986 este doctor inginer în construcții.

## Controverse
În aprilie 2015, Curtea de Apel Timișoara a emis sentința finală în dosarul în care Primăria Timișoara a contestat raportul Curții de Conturi prin care se constata finanțarea ilegală a echipei de fotbal Poli din Marian Iancu cu aproape 30 de milioane de lei. Toate aceste lucruri s-au întâmplat în perioada în care Gheorghe Ciuhandu a fost primar.

### Interviuri
- "Mai bine ma pensionez, decit sa ma asez cu astia", 11 octombrie 2003, Evenimentul zilei